# Gare de La Roche-sous-Montigny
Gare de La Roche-sous-Montigny vasútállomás Franciaországban, Montigny-sur-Chiers településen.

## Vasútvonalak
Az állomást az alábbi vasútvonalak érintik:
- Longuyon–Mont-Saint-Martin-vasútvonal

## Kapcsolódó állomások
A vasútállomáshoz az alábbi állomások vannak a legközelebb: